# Кшчонув (гміна)
Гміна Кшчонув (пол. Gmina Krzczonów) — сільська гміна у східній Польщі. Належить до Люблінського повіту Люблінського воєводства.
Станом на 31 грудня 2011 у гміні проживало 4729 осіб.

## Площа
Згідно з даними за 2007 рік площа гміни становила 128.15 км², у тому числі:
- орні землі: 82.00%
- ліси: 12.00%

Таким чином, площа гміни становить 7.63% площі повіту.

## Населення
Станом на 31 грудня 2011:
| Опис     | Загалом | Загалом | Чоловіки | Чоловіки | Жінки | Жінки |
| -------- | ------- | ------- | -------- | -------- | ----- | ----- |
| одиниця  | осіб    | %       | осіб     | %        | осіб  | %     |
| все      | 4729    | 100     | 2277     | 48.15    | 2452  | 51.85 |
| міське   | 0       | 100     | 0        |          | 0     |       |
| сільське | 4729    | 100     | 2277     | 48.15    | 2452  | 51.85 |

## Сусідні гміни
Гміна Кшчонув межує з такими гмінами: Бихава, Яблонна, Пяски, Рибчевіце, Високе, Жулкевка.